# Cantonul L'Hermenault
Cantonul L'Hermenault este un canton din arondismentul Fontenay-le-Comte, departamentul Vendée, regiunea Pays de la Loire, Franța.

## Comune
- Bourneau
- L'Hermenault (reședință)
- Marsais-Sainte-Radégonde
- Mouzeuil-Saint-Martin
- Nalliers
- Petosse
- Pouillé
- Saint-Cyr-des-Gâts
- Saint-Laurent-de-la-Salle
- Saint-Martin-des-Fontaines
- Saint-Valérien
- Sérigné